# NGC 2894
NGC 2894 é uma galáxia espiral (Sa) localizada na direcção da constelação de Leo. Possui uma declinação de +07° 43' 06" e uma ascensão recta de 9 horas, 29 minutos e 30,2 segundos.
A galáxia NGC 2894 foi descoberta em 23 de Janeiro de 1784 por William Herschel.